# Street Fighter IV
Street Fighter IV (ストリートファイター IV Sutorīto Faitā Fō?)  es un videojuego de lucha producido por Capcom. Tiene versiones en arcade, iOS, Android, PlayStation 3, Xbox 360 y PC. El juego para arcade fue realizado en Japón el 18 de julio de 2008 con importaciones de máquinas recreativas en salas estadounidenses en agosto. Las versiones de consola para PlayStation 3 y Xbox 360 fueron realizadas el 12 de febrero de 2009 en Japón y en Norteamérica el 16 de febrero, con fecha previa para el 18 de febrero. La fecha oficial en Europa fue el 20 de febrero. Una versión de Windows fue realizada el 2 de julio de 2009 en Japón, el 3 de julio en Europa y el 7 de julio en Norteamérica. Desde el 31 de marzo de 2009, Street Fighter IV ha vendido cerca de 2.5 millones de unidades en todo el mundo. La versión de iOS fue lanzada en marzo de 2010 y ya se ha colocado como la séptima aplicación de pago más descargada de iPhone.

## Jugabilidad
Aunque Street Fighter IV destaque por tener modelos y entornos tridimensionales, la jugabilidad mantiene el plano bidimensional, permitiendo a la cámara libertad de movimiento en el plano tridimensional en ciertos momentos durante los combates, creando efectos cinematográficos.
El productor Yoshinori Ono declaró su interés de mantener la cercanía con Street Fighter II. En este título se introdujo un nuevo sistema llamado "Focus Attack" ("Saving Attack" para la versión japonesa), así como Ultra combos. Se recupera el esquema tradicional de control de seis botones, con nuevas características y movimientos especiales integrados al sistema de ejecución, combinando jugabilidad clásica con novedades adicionales.
Stephen Kleckner de 1UP.com declaró que el juego era similar a Super Street Fighter II Turbo en esencia, pero también con elementos de Street Fighter III: Third Strike - Fight for the Future. Presionando los dos botones ligeros de ataque ejecuta ataques de lanzamiento, y los dos botones fuertes para la acción personal o provocación. Presionando los dos botones medianos ejecuta el contraataque. Las carreras (o acciones de esquivar) y las recuperaciones rápidas también destacan en el juego. C.Viper es el único personaje capaz de realizar un salto alto.
Se consideró introducir rondas de bonificación como el escenario de destrucción del coche de anteriores Street Fighter. Más tarde Ono declaró que estas rondas de bonificación no estarían en la versión de recreativa, dando como razón que el tiempo invertido por los jugadores en estas rondas es tiempo durante el cual no tienen oportunidad de perder, y en consecuencia las máquinas toman más dinero.

### Gráficos
Todos los personajes y escenarios en Street Fighter IV están renderizados como modelos tridimensionales con polígonos, parecido a la sub-serie Street Fighter EX que Capcom produjo con Arika. No obstante, hay un par de diferencias clave: El director artístico y diseñador de personajes Daigo Ikeno, que trabajo previamente en Street Fighter III: Third Strike - Fight for the Future, añadió un efecto artístico parecido a la Shodō para darles un dibujado parecido al trazado a mano con efectos visuales basados en pinceladas, manchas y sprays de tinta que aparecen durante los combates.

### Focus Attacks
El Focus Attack, conocido también como "Saving System" en la versión japonesa, es un nuevo sistema introducido en Street Fighter IV. El ataque concentrado es un movimiento que permite al jugador absorber un ataque y realiza un contraataque y se realiza presionando el puño y patada medianos al mismo tiempo. Hay dos fases durante el ataque: En la primera fase, el jugador cambiará al estado de "Superguardia" por el cual puede absorber un ataque del oponente. La segunda fase es el contraataque. Cuanto más tiempo se mantengan presionados ambos botones, más potente será el ataque. Si son mantenidos lo suficiente el ataque será imparable y noqueará al oponente haciéndole caer lentamente al suelo, permitiendo al jugador continuar con un ataque adicional. Los ataques que fueron absorbidos durante la primera fase del focus attack seguirá causando daño al jugador; sin embargo, la vida perdida por este ataque se regenerará lentamente. Además, durante la primera fase del focus attack el jugador podrá realizar una carrera hacia delante o hacia atrás para cancelar el focus attack. Finalmente, a costa de media barra de super combo, muchos movimientos especiales pueden ser cancelados en un focus attack. Ejecutando un focus attack durante el movimiento especial, la animación del movimiento será cortado y pasará instantáneamente a una animación de focus attack. Esto permite a los jugadores sincronizar con precisión la cancelación de los movimientos especiales en focus attacks, y cancelar focus attacks en carreras hacia delante, permitiendo otras posibilidades de combo. Si un movimiento especial es bloqueado por el oponente, el nuevo sistema permite a los jugadores cancelar el movimiento bloqueado con un focus attack, y después cancelar el focus attack mediante una carrera hacia atrás para alejarse del oponente.
Ono declaró que este sistema fue incorporado para alejarse de los sistemas de combos habituales y dirigirse a un sistema más realista que llegó a comparar con el boxeo, por el cual "el caso está en predecir el movimiento del oponente antes de que lo ejecute... No hemos olvidado los combos y movimientos enlazados, pero el focus te obliga a anticiparte a tu oponente." El sistema está enfocado para hacer igual de viables los ataques en el suelo o con salto conforme se aproxima al jugador como en anteriores entregas. Este sistema es un elemento esencial de la jugabilidad de Street Fighter IV.

### Ultra Combos
Junto a las versiones potenciadas de movimientos especiales introducidos en anteriores Street Fighter como los Super Combos y Golpes EX, el juego introduce un nuevo tipo de movimiento especial potenciado oficialmente conocido como Ultra Combo. Los Ultra Combos son movimientos duraderos y cinemáticos caracterizados por largas combinaciones de puñetazos, patadas y otras técnicas de lucha. Al igual que el Super Combo, el Ultra Combo posee una barra de energía (oficialmente conocida como "Barra de Venganza" o "Medidor de Venganza"), pero mientras la barra de Super Combo se rellena cuando el jugador golpea a su oponente o realiza un movimiento especial, la Barra de Venganza se rellena cuando el jugador es dañado por su oponente (de forma similar a la Ranura K de Capcom vs. SNK 2). Al igual que los Super Combos, los Ultra Combos rompen con la perspectiva normal para mostrar un punto de vista más dinámico y cinemático de la jugabilidad.

## Personajes

### Listado de recreativas
Situado cronológicamente entre las sub-series de Street Fighter II y Street Fighter III, el listado de personajes jugables de la versión de recreativas incluye el reparto original de Street Fighter II (los doce personajes, incluyendo los cuatro Reyes de Shadaloo), y cuatro nuevos personajes. Akuma de Super Street Fighter II Turbo también aparece como personaje jugable oculto, así como personaje secreto, haciendo un total de 17 personajes jugables. Y además, el juego incluye dos personajes controlados por la máquina: Seth como jefe final del juego y Gouken como personaje secreto, haciendo un total de 19 personajes.
Personajes originales en la versión de recreativas
| Personaje                  | Origen                               | Actor de doblaje en japonés | Actor de doblaje en inglés |
| -------------------------- | ------------------------------------ | --------------------------- | -------------------------- |
| Ryu                        | Street Fighter                       | Hiroki Takahashi            | Kyle Hebert                |
| Ken                        | Street Fighter                       | Yūji Kishi                  | Reuben Langdon             |
| Chun-Li                    | Street Fighter II: The World Warrior | Fumiko Orikasa              | Laura Bailey               |
| E. Honda                   | Street Fighter II: The World Warrior | Yoshikazu Nagano            | Ivan Buckley               |
| Blanka                     | Street Fighter II: The World Warrior | Yūji Ueda                   | Taliesin Jaffe             |
| Zangief                    | Street Fighter II: The World Warrior | Kenta Miyake                | Peter Beckham              |
| Guile                      | Street Fighter II: The World Warrior | Hiroki Yasumoto             | Travis Willingham          |
| Dhalsim                    | Street Fighter II: The World Warrior | Daisuke Egawa               | Christopher Bevins         |
| Balrog (M. Bison en Japón) | Street Fighter II: The World Warrior | Satoshi Tsuruoka            | Bob Carter                 |
| Vega (Balrog en Japón)     | Street Fighter II: The World Warrior | Junichi Suwabe              | Doug Erholtz               |
| Sagat                      | Street Fighter                       | Daisuke Endou               | Isaac C. Singleton Jr.     |
| M. Bison (Vega en Japón)   | Street Fighter II: The World Warrior | Norio Wakamoto              | Gerald C. Rivers           |

Personajes nuevos
| Personaje     | Actor de doblaje en japonés | Actor de doblaje en inglés |
| ------------- | --------------------------- | -------------------------- |
| Abel          | Kenji Takahashi             | Jason Liebrecht            |
| Crimson Viper | Mie Sonozaki                | Michelle Ruff              |
| Rufus         | Wataru Hatano               | Christopher Corey Smith    |
| El Fuerte     | Daisuke Ono                 | J. B. Blanc                |

- Abel: Es un luchador francés de artes marciales variadas. Es descrito como un amnésico, un "hombre sin pasado" que busca respuestas eliminando a los miembros supervivientes de Shadaloo, su rival es Guile, Fei-Long, Seth y Zangief.[16]
- Crimson Viper: Es una espía estadounidense con gafas de sol, guantes de cuero y traje ajustado, su rival es Chun Li, Cammy y M.Bison.[16]
- Rufus: Es un luchador de Kung-Fu con sobrepeso, con intención de enfrentarse a Ken para demostrarse a sí mismo como el mejor luchador en los Estados Unidos, su rival es Dhalsim y Ken.
- El Fuerte: Es un enmascarado mexicano profesional de la lucha libre y aspirante a chef, su rival será Blanka, E. Honda y Zangief.[17]

Jefes finales y personajes ocultos
| Personaje              | Actor de doblaje en japonés | Actor de doblaje en inglés |
| ---------------------- | --------------------------- | -------------------------- |
| Seth                   | Akio Ohtsuka                | Michael McConnohie         |
| Akuma (Gouki en Japón) | Taketora                    | Dave Mallow                |
| Gouken                 | Tōru Ōkawa                  | Rod Clarke                 |

- Seth: También conocido como "El Maestro Titiritero", es el nuevo jefe final. Se trata del director ejecutivo de la organización criminal S.I.N., una fabricante de armamento. Su cuerpo ha sido modificado mediante tecnología avanzada. Sus movimientos especiales son técnicas usadas por otros personajes.[18]
- Akuma: Conocido personaje oculto en la saga, aparece en la versión de recretivas como jefe final secreto en el modo campaña[19][20] y como personaje jugable disponible por tiempo limitado.[21]
- Gouken: Es el maestro de Ryu y Ken y hermano mayor de Akuma, aparece en la versión de recreativas como personaje secreto controlado por la máquina al final del modo campaña, haciendo su debut como luchador en la serie de Street Fighter.[22]

## Desarrollo
Antes de que el productor Yoshinori Ono mostrara la idea a Keiji Inafune, director de I+D de Capcom, la actitud predominante en la compañía era no realizar una nueva entrega en la serie de Street Fighter. Al principio, se resistió mucho a la idea de Ono de un nuevo Street Fighter tras muchos años después del original. Sin embargo, en vista de la petición de los fanes junto a la reacción positiva al Street Fighter II Hyper Fighting en Xbox Live Arcade, Inafune permitió al instante comenzar con el proyecto. Esta fue la primera vez para Ono como productor en una nueva entrega para la serie Street Fighter, habiendo trabajado anteriormente en Street Fighter III: Third Strike - Fight for the Future como "director de gestión de sonido" y anteriormente produjo Capcom Fighting Jam. La experiencia aportada por Super Street Fighter II Turbo acabó siendo la influencia principal para el equipo de desarrollo de Street Fighter IV.
El juego rinde en una placa de recreativas Taito Type X2 dentro de una cabina de recreativas Taito Vewlix y toma ventaja de las capacidades de red del Type X2 y permite a los jugadores luchar en máquinas separadas usando la misma red LAN.

## Versiones domésticas
Street Fighter IV fue realizado también para PlayStation 3, Xbox 360 y PC (Microsoft Windows), incluyendo personajes jugables adicionales y una serie de características exclusivas para estas ediciones.
El añadido más destacable reside en los ocho personajes desbloqueables no disponibles en el listado de la versión de recreativas. Los nuevos personajes no presentes en la versión de recreativas son Cammy y Fei-Long de Super Street Fighter II, Dan y Rose de Street Fighter Alpha, Sakura Kasugano de Street Fighter Alpha 2 y Gen del primer Street Fighter, siendo un total de 23 personajes jugables.
| Personaje       | Actor de voz en japonés | Actor de doblaje en inglés |
| --------------- | ----------------------- | -------------------------- |
| Dan             | Toshiyuki Kusuda        | Ted Sroka                  |
| Fei-Long        | Yuichi Nakamura         | Matthew Mercer             |
| Sakura Kasugano | Misato Fukuen           | Brittney Harvey            |
| Cammy           | Miyuki Sawashiro        | Caitlin Glass              |
| Gen             | Youhei Tadano           | Michael Sorich             |
| Rose            | Akeno Watanabe          | Gina Grad                  |

Las versiones de hogar también incluyen modo en línea, contenido descargable y un "Modo Desafío" que sirve de módulo de entrenamiento para los jugadores, requiriendo que se reproduzca movimientos indicados o combos con niveles sucesivos de complejidad creciente. al igual que la opción de seleccionar doblaje en inglés o japonés para los personajes, haciendo de Street Fighter IV el primer título en la serie desde el primer Street Fighter en incluir doblaje en inglés para todos los personajes.
El juego ofrece también un nuevo vídeo cinemático, destacando la canción "The Next Door" de Exile tanto en japonés como en inglés (dependiendo de la configuraciñon de lenguaje) y secuencias animadas para cada personaje al comienzo y el final del modo campaña.

### Añadidos en la versión de Windows
La versión de Windows de Street Fighter IV incluye todas las características disponibles en las versiones de PlayStation 3 y Xbox 360, junto a algunos extras que según los representantes de Capcom sería "la versión definitiva" del juego. El juego incluye modo en línea vía Games for Windows - LIVE, con sistema de chat por voz y logros exclusivos para PC, pero no soporta multijugador multiplataforma frente a jugadores de Xbox 360 (tampoco para PlayStation 3). Y además, el juego soporta mayores resoluciones y tres nuevos efectos gráficos visuales nombrados como "Tinta", "Acuarela" y "Posterizado". Esta versión se lanzó en dos ediciones: La normal por 39.95 € y un pack que incluye un FightPad de Mad Catz (con el diseño de Ryu) que actualmente se vende por separado para la versión de Xbox 360. Sin embargo, esta edición no se distribuyó en Europa, Australia y Nueva Zelanda, pero los jugadores de dichos países podrían adquirirla a través de la tienda oficial de Capcom. Este pack está al precio de $59.99. Por otra parte, Svensson declaró en los foros de Capcom Unity que la versión de disco usaría el sistema de protección SecuROM para la versión Norteamericana.

#### Requisitos
Los requisitos para la versión de Windows fueron publicados el 15 de mayo de 2009 y fueron considerados relativamente modestos.
Requisitos Mínimos:
- Windows XP o Windows Vista o Windows 7
- Pentium 4 2.0GHz o superior
- 1 GB de RAM o superior
- 4.5 GB de espacio libre en el disco duro
- Tarjeta de vídeo compatible con DirectX 9.0c/Shader 3.0 o superior. Serie NVIDIA GeForce6600, serie ATI Radeon(TM) X1600 o superior, 256MB de VRAM o superior
- Tarjeta de sonido compatible con DirectSound y DirectX 9.0c o superior

Requisitos Recomendados:
- Intel Core2Duo 2.0GHz o superior
- 2 GB de RAM o superior
- 4.5 GB de espacio libre en el disco duro
- Tarjeta de vídeo compatible con DirectX 9.0c/Shader 3.0 o superior. Serie NVIDIA GeForce8600 serie, serie ATI Radeon(TM) X1900 o superior, 512MB de VRAM o superior
- Tarjeta de sonido compatible con DirectSound y DirectX 9.0c o superior

### Marketing
Para el mercado occidental, fueron realizadas tres ediciones: una edición europea y dos estadounidenses tanto estándar como Edición de Coleccionista. Los contenidos de esta última edición son prácticamente idénticas a los incluidos en la versión europea, que incluyen:
- Una mini-guía de estrategia estilo cómic realizado por Prima (también realizadora de la guía oficial en EE. UU), con ilustraciones de UDON.
- Un disco extra con un largometraje animado de 65 minutos titulado Street Fighter IV: The Ties That Bind (新たなる絆 Aratanaru Kizuna?), producido por Studio 4 °C[39] que sirve de prólogo al juego, junto a una selección de tráileres (disco de Blu-ray para la versión de PS3 y un DVD con la película en 720p para la Xbox 360).
- Un disco extra con la banda sonora (no incluida en la edición europea).
- Dos figuras de Crimson Viper y Ryu (vendidas por separado en la edición norteamericana, Ryu para PS3 y Crimson Viper para Xbox 360. En Europa, ambas figuras se venden juntas en las dos ediciones, reemplazando así la banda sonora.)
- Cinco trajes alternativos descargables, conocido como Pack de Luchadores pertenecientes a Zangief, E. Honda, Rufus, El Fuerte, and Abel.

Mad Catz produjo seis gamepads de seis botones, el "Street Fighter IV FightPad" y dos sticks de recreativas para PlayStation 3 y Xbox 360. Los sitcks incluyen un modelo básico, el "Street Fighter IV FightStick" y un modelo de mayor calidad, el "Street Fighter IV FightStick Tournament Edition'.. Por otra parte la productora de periféricos Hori produjo dos joysticks para el juego en el mercado asiático basándose en modelos de joystick anteriores.

## Versiones para iOS
La primera versión se publicó en el año 2010, añadiéndose más personajes solo disponibles como contenido descargable. En junio de 2011 se publicó una revisión titulada Street Fighter IV Volt que incorporaba como novedad el juego en línea.
En esa versión final se incluían 18 personajes en total proviniendo la mayoría del Street Fighter IV, incluyendo los personajes que estuvieron con anterioridad como contenido descargable (en esta nueva versión no había necesidad de descargarlos porque ya vienen incluidos). Una de las novedades que poseía fue la inclusión de los personajes Dee Jay y Cody Travers (este último disponible en la versión final) procedentes del Super Street Fighter IV. Los otros que fueron incluidos en esta versión son Balrog, Vega y Akuma como un personaje desbloqueable.
El juego posee las mismas características de su antecesor con algunas provenientes del Super Street Fighter IV, con algunos cambios respecto a la configuración de botones, habiendo solo 4, y con la opción de poder cambiarlo de posición en la pantalla táctil a cualquier parte, tendrá acceso a conexión Bluetooth vía Wifi para poder enfrentarse a otras personas por medio de esa conexión, puede desbloquearse bonificaciones y avatares del juego o por conexión Wifi y Bluetooth. Requisitos: iPhone 3G / 4 iPhone o iPod touch tercero o mejor ejecutando iOS 4.2 o mejor.
Street Fighter IV Volt tuvo una promoción consistente en costar 0,99$ el día de su lanzamiento para luego incrementar su precio un dólar por día a lo largo de su primera semana a la venta hasta los 6,99$ finales.